# La Grosse Radio
La Grosse Radio est un bouquet musical de trois webradios et de trois webzines associés couvrant les genres rock, metal et reggae.
Créée en 2003, elle est une des pionnières parmi les webradios francophones et a notamment été, à travers l'association France Webradios (dont Franck Milcent, alias Mallis, président de La Grosse Radio, a été l'un des fondateurs et le vice-président) à l'origine du combat contre la loi DADVSI et « l'amendement DRM » (un projet d'amendement à la loi sur les droits d'auteur et droits voisins qui visait en 2005 à imposer aux webradios le cryptage par DRM de leurs flux audio), et des « accords Webradio » signés par la SACEM, la SCPP, et la SPPF.
Lors du salon professionnel Le Radio 2011, elle reçoit la récompense de meilleure webradio de l'année, décernée pour la première fois.

## Historique
Franck Milcent (alias Mallis) est un passionné de radio, convaincu qu'Internet est l'outil idéal pour la diffusion de nouveaux programmes et renouer avec l'esprit des radios libres des années 1980 avant que le marketing ne s'en empare. Ludovic Dazin, un de ses proches amis, lui met le pied à l'étrier en lui offrant la toute première logistique pour son 30e anniversaire. Arnaud Segui (alias Arnonours) accepte immédiatement la proposition de rejoindre le staff et devient l'un des piliers de cette association. Le paysage webradiophonique est alors pratiquement vierge et le média reste à inventer.

### 2003 - 2005: Première période
Le 10 octobre 2003, quand elle émet pour la première fois sur le web, La Grosse Radio n'est constituée que d'un seul canal, principalement orienté rock, même si les incursions heavy metal, et plus tard reggae, sont courantes. La ligne éditoriale est déjà très présente et tend à contribuer à la promotion des artistes émergents, des nouveaux talents et artistes peu ou pas médiatisés. Cependant, Franck Milcent ne croit pas à une radio qui ne diffuserait que des artistes non confirmés ou peu connus et élabore des programmes musicaux mélangeant les œuvres connues et les autres, persuadé que les premières attireraient des auditeurs qui découvriraient ainsi les seconds.
Sur cette période, il n'existe, en plus du flux musical continu, qu'une émission en direct, La Partie Fine, animée par Mallis et Arnonours. Un talk-show à l'humour potache, second degré et billets d'humeur qui rassemble des auditeurs chaque vendredi soir, auditeurs qui constitueront ainsi ce qui deviendra la communauté de La Grosse Radio, qui se retrouve sur le forum très actif du site internet de la radio.

### 2005 - 2009: Développement de la communauté et de la notoriété
En 2005, sont mises en place des émissions en direct spécifiquement heavy metal et reggae, noyaux de ce qui deviendra par la suite deux canaux bien distincts. 
Il s'agit de :
- Damage Dread, une émission mensuelle d'actualités reggae, animée par Daddyshaved ;
- La Housse à Gratte, une émission metal au sens large et diffusée tous les mardis. Elle était animée par Arnonours, Mika et Ju de Melon (devenu depuis YouTuber cinéma). Parmi les invités, se sont par exemple illustrés Mass Hysteria, Pain of Salvation, Mypollux, Red Mourning ou Alcohsonic ;
- Le Gros Bœuf, qui devient l'émission hebdomadaire consacrée au rock et offrant à ses auditeurs les prestations en live acoustique de ses invités. Elle est présentée par Mallis, tour à tour épaulé par Nature Boy, Matt et Totocaca.

Parmi les invités d'émission, on pourra citer Lofofora, les Svinkels, Shaka Ponk, Pep's, Pamela Hute, Bukowski (groupe), Manu de Dolly, Café Bertrand, Anesa et jusqu'à Richard Gotainer…
Concept majeur de La Grosse Radio, l'antenne interactive, apparaît en 2006. Son principe est simple : permettre aux artistes autoproduits d'être intégrés en playlist grâce aux votes des auditeurs et d'un comité d'écoute (nommé « Le Gromité ». Il existe, en effet, une différence avec les systèmes de votes qu'on trouve ailleurs sur le net ou avec un radio-crochet classique : 60 % (aujourd'hui 70 %) d'avis positifs sont requis par les auditeurs et le comité d'écoute. Aucun classement, pas de concurrence entre candidats à la diffusion, et un système évitant ainsi l'écueil des tricheries massives opérées à l'aide de multi-comptes et la compétition entre groupes.

### 2009 - 2011:  Naissance des deux canaux reggae et metal
2009 : Le 4 septembre 2009, naissent les deux nouveaux canaux : La Grosse Radio Metal, dont le directeur d'antenne au lancement sera Arnaud Segui (dit Arnonours), et La Grosse Radio Reggae, qui sera elle-même dirigée dans un premier temps par Christophe Sabras (dit Daddy Shaved).
2011 : naissance des Antennes Interactives Metal et Reggae, sur le modèle de l'Antenne Interactive Rock. Nouveau site, clairement partagé en quatre univers (l'univers global et les 3 musicaux). Les anciens blogs du site disparaissent et sont remplacés par trois webzines musicaux à part entière.

### 2013: Certification OJD / ACPM des audiences
En novembre 2013, La Grosse Radio décide de faire certifier ses audiences par l'Alliance pour les chiffres de la presse et des médias (anciennement OJD) afin de démontrer aux professionnels la crédibilité de son travail et de l'existence réelle de son auditoire. Démonstration faite dans le communiqué de presse de novembre 2013, La Grosse Radio entre directement dans le top 10 des marques de webradios dans lequel figurent des marques emblématiques telles que NRJ, Chérie FM, Nostalgie et Radio Nova ou des pure player comme hotmix radio. Les trois canaux thématiques, rock, heavy metal et reggae sont même les plus écoutés de leurs catégories sur plus de 6000 webradios auditées. Considérant ensuite que l'organisme de certification présente ses chiffres de manières différentes chaque mois que ce sont les grands groupes qui sont mis en avant, la direction décide de quitter ce classement en mars 2016.

### 2014 - 2016: Retour des émissions en direct en partenariat avec Le Barde Atomique
2014 : DJ Zebra rejoint La Grosse Radio pour une émission quotidienne d'une demi-heure, La Tournée, du lundi au vendredi à 19 heures. En septembre 2015, l'émission de Zébra est maintenue, mais le rendez-vous est décalé aux samedis et dimanches, à 19 heures toujours.
2015 : Le 11 décembre 2015 marque le retour de l'émission en direct Le Gros Bœuf. Premier invité de la nouvelle formule, le groupe Underdogs se produit dans une émission recalibrée sur un format de deux heures : la première heure étant consacrée aux interviews et la deuxième à la retransmission d'une performance sur scène et en public, au Barde Atomique, salle de concerts et de répétitions située à Ecquevilly dans les Yvelines. Huit jours plus tard, le 19 décembre, première diffusion du Gros Live : retransmission en direct d'un concert en deux parties au Barde Atomique. À l'affiche : Dry Can et Tarah Who?

### 2017: La Grosse Radio rejoint Le Geste
À la suite de l'extension aux webradios de la Loi relative à la liberté de la création, à l'architecture et au patrimoine promulguée le 7 juillet 2016, La Grosse Radio décide d'adhérer au groupement des éditeurs de contenus et services en ligne GESTE afin de participer aux négociations sur les barèmes de la rémunération équitable pour les webradios associatives.

## Équipe dirigeante de l'association
Forme juridique de La Grosse Radio : association loi de 1901.
- [13] Membres du bureau :
  - Yann Landry (Président)
  - Félix Darricau (Vice-Président)
  - Charley De Cian (Trésorier)
  - Davy Sanna (Secrétaire)
- Franck Milcent / Mallis (Président d'honneur, fondateur)

### Équipe rock
- directeur d'antenne : Yann Landry
- Rédacteur en chef du webzine Rock : Yann Landry
- Rédacteur en chef adjoint : Davy Sanna

### Équipe metal
- directeur d'antenne : Félix Darricau
- Comité de rédaction metal : Karnogal, Aude D, Axel Domagala, Eloïse Morisse, Watchmaker et Xavier Collard

### Équipe reggae
- directeur d'antenne : Julien Lainé
- rédactrice en chef du webzine Reggae : Catherine Magnanou / Magmamatte

### Divers
- Fondateur : Franck Milcent / Mallis
- Direction générale : Yann Landry, assisté de Félix Darricau
- Direction communication, partenariats et publicités : Yann Landry et Xavier Collard
- Administration des pages extérieures / contacts artistes : Catherine Magnanou / Magmamatte
- Webmestre : Félix Darricau

### Animateurs et Émissions
- Félix et Yann animent La Contrebande (Les samedis, de 20H à 2H) ;
- Éric anime le podcast Le Gros Riffifi (une fois par mois).

### Anciens animateurs & anciennes émissions
- Gaston animait La Contrebande (Les samedis, de 20H à 2H) ;
- DJ Zebra animait La Tournée tous les samedis et dimanches soirs à 19H jusqu'en juin 2020 (autrefois, tous les soirs du lundi au vendredi en 2014)
- Mallis animait des émissions événementielles en direct (festivals, concerts, etc.)
- Le Schtroumpf, Le Gros Virus[16] (jusqu'en 2014)
- Sébastien Beauvarlet / Nature Boy présentait Le Gros Bœuf avec Mallis jusqu'en 2006 ;
- Damien Dufour / Ellan et Martin Brousse / Totocaca (membres du groupe Mytix) présentaient Le Mix DTC de 2007 à 2009. Ils présentèrent également, en compagnie de François Creuset / Francisco, WC Expert, émission mêlant détournements, sketches et programmation musicale de 2009 à 2011 ;
- Matt présentait le Gros Bœuf (en alternance avec Martin Brousse) avec Mallis de 2007 à 2010. Il réalisait également la série de mini-reportages radiophoniques C'est quoi ton job ? durant la saison 2010 et est l'auteur de L'upperground, émission en syndication reprise sur La Grosse Radio dès 2006.

### Quelques partenariats musicaux
- Sur la même longueur d'ondes [17]
- Hellfest [18]
- Sziget Festival [19]
- Motocultor Festival [20]
- Garance Reggae Festival
- Reggae Sun Ska [21]
- Adrenaline Mob [22]
- Stupeflip [23]
- Blind Guardian [24]
- Black Bomb A, AqME [25]
- Jah Gaïa [26]

### Sources externes
Articles dans la presse écrite
- Laurence Le Saux, « À Fond l'ampli », Télérama, no 2983,‎ 16 mars 2007 (lire en ligne) ;
- « Ma radio sur le net », Elle, no 3250,‎ 14 avril 2008 (lire en ligne).

Article issu du web « grands médias »
- « Mallis : « On ne cherche pas des fabricants de tubes, mais des artistes pour qui la musique est vitale » »(Archive.org • Wikiwix • Archive.is • Google • Que faire ?) (Interview), sur SFR Jeunes Talents.